# Kalle Anka och spargrisen
Kalle Anka och spargrisen (engelska: Donald's Crime) är en amerikansk animerad kortfilm med Kalle Anka från 1945.

## Handling
Kalle Anka ska gå ut på dejt med Kajsa Anka, trots att han inte har några pengar. Han bestämmer sig för att låna pengar ur en spargris som tillhör Knatte, Fnatte och Tjatte.
Medan Knattarna sover tar han pengarna och har en behaglig kväll med Kajsa. På hemvägen får Kalle dåligt samvete för det han gjort och känner sig som en tjuv som stjäl från sina brorsöner.

## Om filmen
Filmen hade svensk premiär den 20 december 1945 på biografen Skandia i Stockholm och visades tillsammans med långfilmen Möte i dimman.
Filmen hade svensk nypremiär den 28 november 1955 på Sture-Teatern i Stockholm och ingick i kortfilmsprogrammet Kalle Anka bjuder på en fest tillsammans med kortfilmerna Kalle Ankas förbjudna frukt, Jan Långben bland indianer, Kalle Ankas flygande ekorre, Plutos hungriga vargar och Kalle Anka som jultomte.
Filmen har utöver sin premiärtitel haft andra svenska titlar; Kalle Anka och sparbössan och Kalle Anka – brott lönar sig inte. Den förstnämnda svenska titeln var även den som användes när filmen visades på Birkagårdens biolokal december 1991.

## Rollista
- Clarence Nash – Kalle Anka, Knatte, Fnatte och Tjatte
- Gloria Blondell – Kajsa Anka[8]